# Genocidio griego

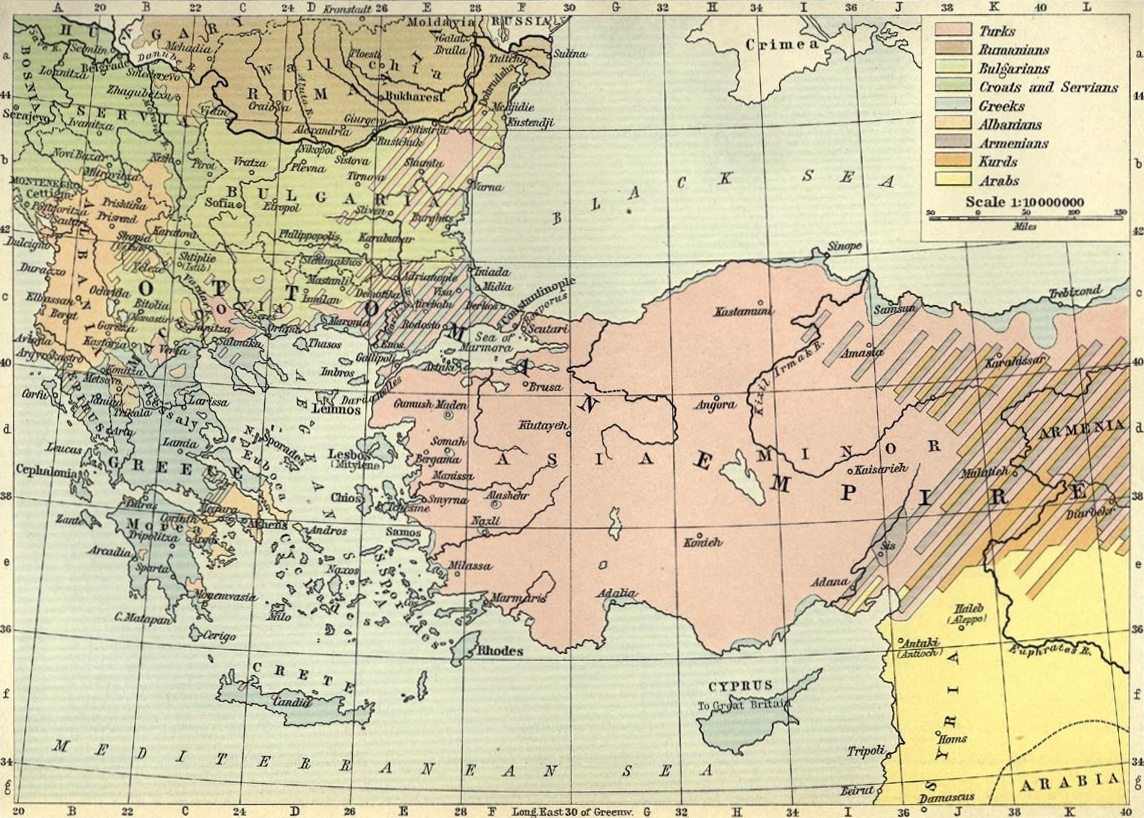
Grupos étnicos en los Balcanes y Asia Menor a inicios del siglo XX (William R. Shepherd, Historical Atlas, 1911).

El genocidio griego (en griego: Γενοκτονία των Ελλήνων Genoktonía ton Ellínon; en turco: Rum Soykırımı o Rum Kırımı), también denominado genocidio de los griegos pónticos, se refiere a los sucesos a los cuales se vieron enfrentados los griegos pónticos antes y durante la Primera Guerra Mundial. La ONU no reconoce el hecho como genocidio y, si bien algunos estados de Estados Unidos sí lo reconocen, el gobierno federal estadounidense no se ha pronunciado al respecto.
Estos términos se usan para referirse a las persecuciones, masacres, expulsiones y marchas de la muerte de las poblaciones griegas en la región histórica del Pontos, las provincias al sudeste del mar Negro en el Imperio otomano, durante los albores del siglo XX por la administración de los Jóvenes Turcos. Se ha argüido que las matanzas continuaron durante el Movimiento Nacional Turco liderado por Mustafa Kemal Atatürk quien había organizado la lucha contra la invasión griega de la Anatolia occidental.
Hubo atrocidades tanto espontáneas como organizadas en ambos lados desde la ocupación griega de Esmirna, que conllevó masacres de la población civil turca, y después de 1919. Tanto los movimientos nacionales de Grecia como de Turquía masacraron o expulsaron a otros grupos étnicos bajo su control.
De acuerdo a diversas fuentes, la cifra oficial de griegos muertos en Anatolia fue de 300 000 a 360 000 hombres, mujeres y niños. El reconocimiento oficial de tales sucesos es limitado, y el hecho de que estos incidentes constituyan un genocidio ha estado bajo debate. El gobierno turco sostiene que al llamar estos actos «genocidio», el Gobierno griego «reafirma la tradicional política griega de distorsionar la historia». Turquía, del mismo modo, ha negado la veracidad histórica de los contemporáneos genocidios armenio y asirio.

## Antecedentes

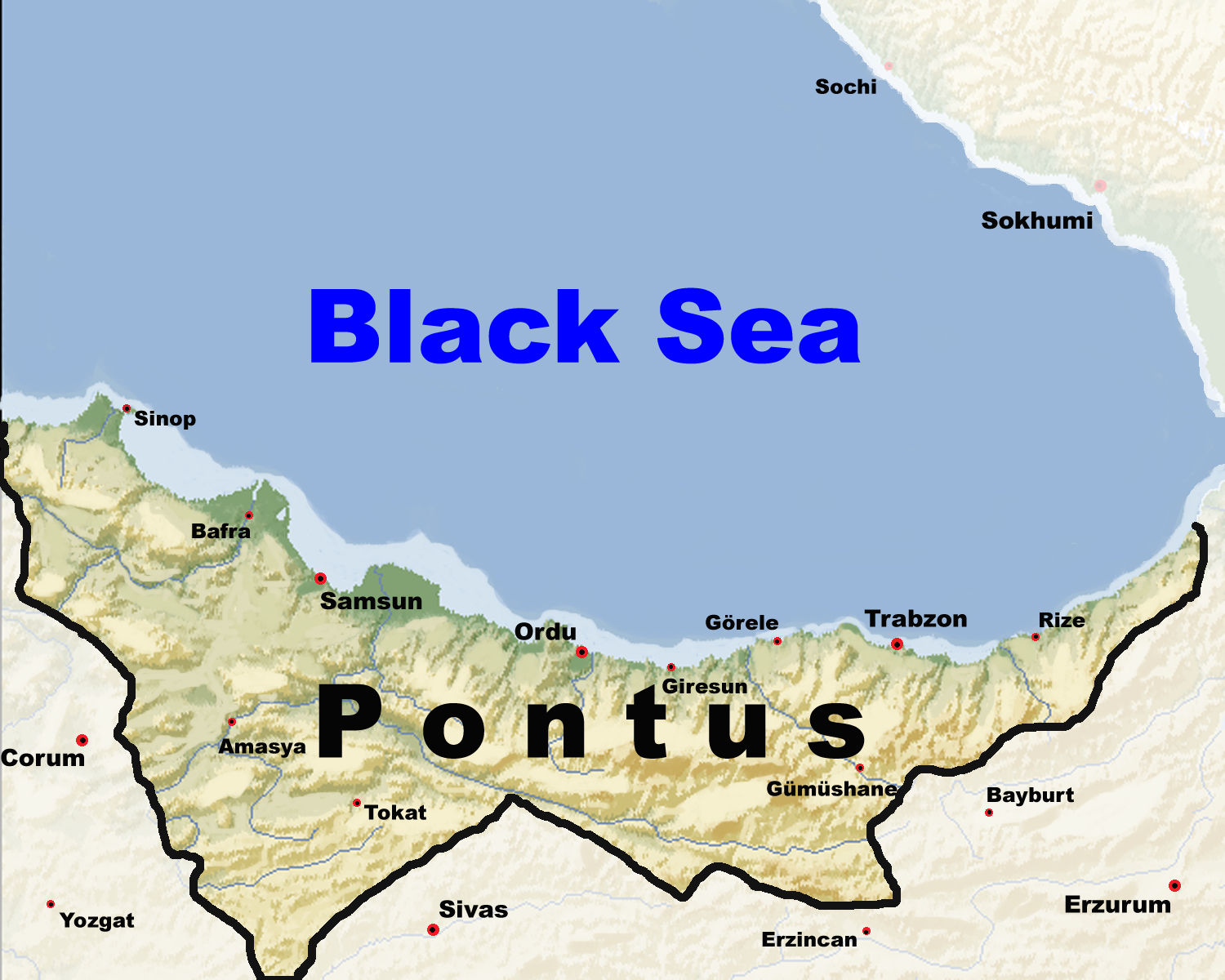
Región histórica del Ponto.

La presencia griega en Asia Menor se data al menos en los tiempos de Homero, alrededor de 800 a. C. El geógrafo Estrabón se refiere a Esmirna como la primera ciudad griega en Asia Menor. Los griegos hacían referencia al mar Negro como Euxinus Pontos (‘mar Hospitalario’) y en el siglo VIII a. C. empezaron a navegar sus orillas y colonizar sus costas. Las ciudades griegas del mar Negro más famosas fueron Trebisonda, Ámiso, Sínope y Heraclea Póntica.
Durante el período helenístico (entre el año 334 y el siglo I a. C.) que siguió a las conquistas de Alejandro Magno, la cultura y la lengua griega empezaron a dominar Asia Menor. La helenización de la región se aceleró bajo la tutela romana y bizantina, y para los primeros siglos de nuestra era, las nativas lenguas anatolias se habían extinguido, siendo reemplazadas por el común griego koiné. La resultante cultura griega en Asia Menor floreció durante el milenio siguiente bajo el Imperio bizantino, de lengua griega. Hasta que los pueblos turcos comenzasen la conquista del imperio a fines de la Edad Media, los griegos bizantinos fueron el grupo nativo más numeroso del Asia Menor. Incluso después de las conquistas turcas en el interior, la costa del mar Negro y las montañas de Asia Menor permanecieron siendo el corazón de un estado griego, el Imperio de Trebisonda, hasta su eventual conquista por los turcos otomanos en 1461.

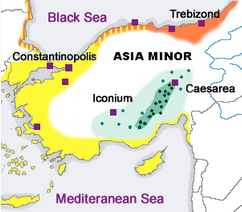
Áreas con presencia de griegos anatolios en 1910. Hablantes de griego demótico en amarillo; de griego póntico en anaranjado; y de griego capadocio en verde.

Durante el estallido de la Primera Guerra Mundial, Asia Menor era étnicamente diverso, su población incluía turcos, azeríes, griegos pónticos (que incluían también a los griegos del Cáucaso), armenios, kurdos, zazas, circasianos, asirios, judíos y lazes.
Entre las causas de la campaña turca contra la población griega fue que esta población ayudaría a los enemigos del Imperio otomano, y una creencia entre algunos turcos que para formar un estado-nación moderna era purgar de los territorios del estado los grupos nacionales que podrían poner en peligro la integridad de un estado-nación turco moderno.
De acuerdo con un agregado militar 
alemán, el ministro de guerra otomano Ismail Enver había declarado en octubre de 1915 que quería «resolver el problema griego durante la guerra... de la misma manera que resolvería el problema armenio.»

## Hechos

### Posguerra de los Balcanes
Siguiendo los acuerdos similares hechos con Bulgaria y Serbia, el Imperio otomano firmó un acuerdo con Grecia el 14 de noviembre de 1913 que contemplaba un pequeño intercambio de población voluntario. Otro acuerdo de este tipo fue firmado el 1 de julio de 1914 para el intercambio de algunos turcos de Grecia por algunos griegos de Aydin y Tracia Occidental, después de que los otomanos forzaran a estos griegos abandonar sus hogares en respuesta a la anexión griega de varias islas. El intercambio nunca se completó debido a la irrupción de la Primera Guerra Mundial. Este patrón otomano, que usó un intercambio de población para formalizar de forma permanente la eliminación de población que ya se había llevado a cabo, se repetiría con el intercambio de poblaciones entre Grecia y Turquía, que formalizó e hizo permanente el éxodo anterior de griegos de Asia Menor ocasionada por el genocidio griego.
En los comienzos de la primavera de 1913, los otomanos implementaron un programa de expulsiones y migraciones forzadas, enfocándose en griegos de la región del Egeo y Tracia Oriental, cuya presencia en estas áreas fue considerada como una amenaza a la seguridad nacional. Mientras que las discusiones sobre los intercambios de poblaciones aún continuaban, unidades de la Organización Especial atacaron pueblos griegos forzando a sus habitantes abandonar sus hogares para huir a Grecia, siendo reemplazados por refugiados musulmanes. El Gobierno otomano adoptó un «mecanismo de doble vía», lo que le permitió negar alguna responsabilidad o conocimiento previo de esta campaña de intimidación, que hizo que las aldeas cristianas se vaciasen. Como un incidente que sucedió en Focea, una ciudad en Anatolia Occidental a 40 kilómetros al noroeste de Esmirna, donde el 12 de junio de 1914 tropas irregulares turcas masacraron a la población (masacre de Focea) y los pocos sobrevivientes escaparon a Grecia.

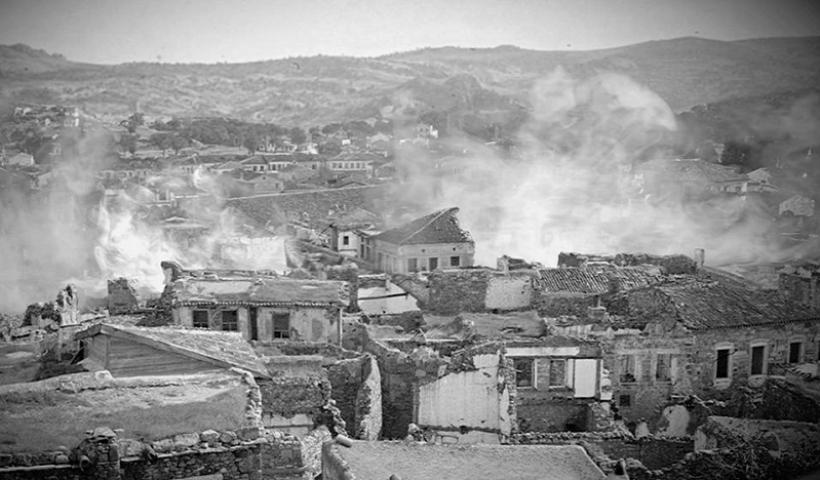
Focea en llamas durante la masacre perpetrada por fuerzas irregulares turcas en junio de 1914.

La participación en ciertos casos de militares locales y funcionarios civiles en la planificación y ejecución de la violencia y saqueos anti-griegos llevó a los embajadores de Grecia y de las grandes potencias y al Patriarcado abordar quejas a la Sublime Puerta. En protesta a la inacción del Gobierno frente a estos ataques y al denominado «boicot musulmán» de los productos griegos que había comenzado en 1913, el Patriarcado cerró iglesias griegas y escuelas en junio de 1914.
En respuesta a la presión internacional, el ministro del interior otomano Talat Pashá encabezó una visita a Tracia en abril de 1914 y después al Egeo para investigar reportes y tratar de calmar la tensión bilateral con Grecia. Pretendiendo dar a entender que no tenía ninguna participación o conocimiento de estos sucesos, Talat se reunió con Kuşçubaşı Eşref, jefe de la operación de «limpieza» en el litoral del mar Egeo, durante su gira y le aconsejó tener cuidado de no ser «visible».
En el verano de 1914, la Organización Especial, asistida por el Gobierno y oficiales militares, reclutó hombres griegos con edad de ejercer el servicio militar desde Tracia y Anatolia occidental para enrolarse en batallones de trabajo donde cientos o miles murieron. Enviados a cientos de kilómetros en el interior de Anatolia, estos reclutas fueron empleados en la construcción de carreteras, excavación de túneles y otros trabajos de campo, pero su número se redujo en gran medida por las numerosas privaciones y los malos tratos o por la masacre de plano por sus guardias otomanos. La política de persecución y limpieza étnica se expendió a otras regiones del imperio como Ponto, Capadocia y Cilicia. 
Las expulsiones forzadas de cristianos del oeste de Anatolia, especialmente griegos étnicos, tuvieron muchas similitudes con la política contra los armenios, como observaron el embajador estadounidense Henry Morgenthau y el historiador Arnold Toynbee. Ciertos oficiales otomanos, como Şükrü Kaya, Nazım Bey and Mehmed Reshid, jugaron un rol importante en ambos genocidios. Unidades de la Organización Especial y batallones de trabajo participaron en ambas campañas y un doble plan de combinación de la violencia extraoficial y encubrimiento de la política del estado hacia la población estaba en ejecución en ambos casos.

### Primera Guerra Mundial
Sin embargo, después de noviembre de 1914, la política otomana hacia la población griega cambió; la política estatal restringió la inmigración forzada al interior de griegos que vivían en áreas costeras, particularmente de la región del mar Negro, cercana al frente turco-ruso. Este cambio de política se debió a la demanda alemana de detener la persecución de griegos otomanos, después de que Eleftherios Venizelos haya declarado como una condición de la neutralidad griega al embajador alemán en Atenas. Venizelos también amenazó con emprender una campaña similar contra los musulmanes que vivían en Grecia en caso de que la política otomana no cambiase. Mientras que el Gobierno otomano trataba este cambio en su política, esta no fue exitosa y ataques, incluso asesinatos, continuaron ocurriendo con la impunidad de los funcionarios locales en las provincias. La violencia arbitraria y la extorsión de dinero se intensificaron después, dando pretextos a Venizelos para que Grecia se uniese a la Entente.
En julio de 1915, el encargado de negocios griego explicó que las deportaciones «no pueden ser otra cuestión que una guerra de aniquilación contra la nación griega en Turquía y como medidas de esto que ellos han estado implementando como conversiones forzadas al Islam, con fin obvio de que si después del final de la guerra allí de nuevo sería una cuestión de la intervención europea para la protección de los cristianos, habrá tan pocos de ellos como sea posible». De acuerdo con George W. Rendel, de la Cancillería británica, por 1918 «...cerca de 500 000 griegos fueron deportados y de ellos muy pocos sobrevivieron». En sus memorias, el embajador de Estados Unidos en el Imperio otomano entre 1913 y 1916 escribió:

En todas partes los griegos fueron reunidos en grupos y, bajo la supuesta protección de la gendarmería turca, fueron transportados, la mayor parte de pie, al interior. Saber cuántos fueron esparcidos de esta manera no es definitivamente conocido, las estimaciones varían en cualquier lugar de 200.000 a 1.000.000.

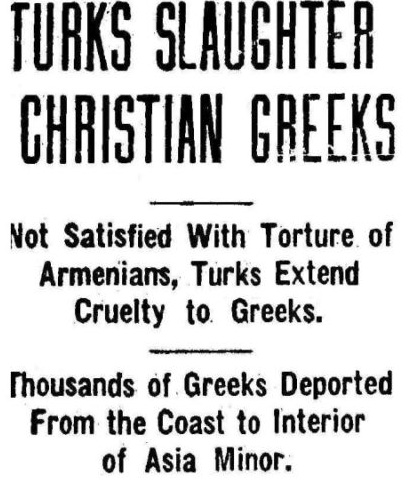
«Turcos masacran cristianos griegos. No satisfechos con la tortura de armenios, los turcos extienden su crueldad contra los griegos». The Lincoln Daily Star (artículo), 19 de octubre de 1917.

A pesar del cambio de la política, se continuó con la política de la evacuación de los asentamientos griegos y la reubicación de los habitantes, aunque en una escala limitada. La política estaba dirigida a regiones específicas que se consideraron militarmente vulnerables, no a la totalidad de la población griega. Como indican los registros de cuentas del Patriarcado de 1919, la evacuación de muchos pueblos se acompañó con saqueos y asesinatos, mientras que muchos murieron como consecuencia de no haber sido dado el tiempo para hacer las disposiciones necesarias o de ser reubicados en lugares inhabitables.
La política estatal contra los griegos otomanos cambió nuevamente a fines de 1916. Con las fuerzas de la Entente ocupando Lesbos, Quíos y Samos desde la primavera, los rusos avanzando en Anatolia y los griegos esperando entrar a la guerra al lado de los aliados, las preparaciones estaban hechas para la deportación de los griegos que vivían en áreas fronterizas. De particular preocupación para el gobierno otomano eran los griegos pónticos y del Cáucaso del nordeste de Anatolia y la región del óblast de Kars en Transcaucasia, que eran acusados de pelear o colaborar con el Ejército Ruso del Cáucaso, que había derrotado un división otomana en la batalla de Sarıkamış.
En enero de 1917, Talat Pashá envió un cable para la deportación de griegos desde el distrito de Samsun «treinta a cincuenta kilómetros tierra adentro» tomando precauciones para que no suceda «ningún asalto a ninguna persona o propiedad». Sin embargo, la ejecución de los decretos del gobierno no fue conducido como se ordenó: muchos hombres fueron tomados para los batallones de trabajo, mujeres y niños fueron atacados, pueblos fueron saqueados por vecinos musulmanes. Germanos Karavangelis, el obispo de Samsun, reportó al Patriarcado que treinta mil habían sido deportados a la región de Ankara y los convoyes de deportados habían sido atacados, donde muchos habían muerto. Talat Pashá ordenó una investigación por el saqueo y destrucción de pueblos griegos por bandidos. Más tarde, en 1917, fueron enviadas instrucciones para autorizar a militares con el control de la operación y ampliar su ámbito de aplicación. No obstante, en ciertas áreas la población griega continuó siendo deportada.
Los deportados griegos fueron enviados a vivir en pueblos griegos en las provincias del interior, en algunos casos, pueblos donde los armenios vivían antes de ser deportados. Las aldeas griegas evacuadas durante la guerra debido a preocupaciones militares fueron reasentadas por inmigrantes musulmanes. De acuerdo a cables enviados a las provincias durante ese tiempo, las propiedades movibles y no movibles abandonadas no fueron liquidadas, como en el caso armenio.
Los métodos de destrucción que causaron muerte indirectamente —como deportaciones que incluían marchas de la muerte, inanición en campos de trabajo, campos de concentración, etc.— fueron contemplados como «masacres blancas». El oficial otomano Refet Bele se encontraba activo en el genocidio griego y en noviembre de 1916 afirmó: «Debemos acabar con los griegos tal como hicimos con los armenios... Hoy envié escuadrones al interior para matar todo griego a la vista...».

### Guerra greco-turca
De acuerdo a documentos oficiales del Imperio Otomano, en enero de 1919 el gobierno otomano permitió el retorno de algunos griegos que habían sido deportados, dándoles ayuda financiera y devolviéndoles sus propiedades.

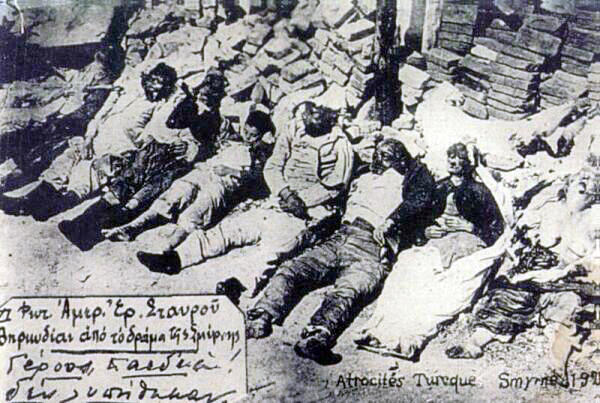
Foto tomada después del incendio de Esmirna. El texto mostrado indica que la foto había sido tomada por representantes de la Cruz Roja en Esmirna.

En las Cortes marciales turcas de 1919-20 se vieron cargos presentados contra varios de los principales funcionarios otomanos por su participación en las masacres contra griegos y armenios.
En octubre de 1920 un reporte de un oficial británico describió las secuelas de las masacres en İznik, en el noroeste de Anatolia, el cual estimó que al menos cien cuerpos descompuestos y mutilados de hombres, mujeres y niños estaban presentes en y alrededor de una gran cueva a 300 yardas afuera de las murallas de la ciudad.
La masacre sistemática y deportación de griegos en Asia Menor fueron precursores de una serie de atrocidades perpetradas ambos ejércitos griego y turco durante la Guerra greco-turca, un conflicto que siguió al desembarco en Esmirna en mayo de 1919 y continuó hasta la recuperación de Esmirna por las fuerzas turcas y el incendio de Esmirna entre el 13 y el 23 de septiembre de 1922. Un estimado de 50.000 a 100.000 griegos y armenios perecieron en el incendio y las masacres que lo acompañaron. Entre 150.000 y 200.000 griegos fueron expulsados luego del incendio, mientras que alrededor de 30.000 griegos y armenios ilesos fueron deportados al interior de Asia Menor, donde la mayoría de éstos serían ejecutados en el camino o muertos bajo brutales condiciones. Se calcula que hubo un estimado de 348.000 griegos anatolios muertos. También sucedió masacres de turcos durante la ocupación del oeste de Anatolia por parte de tropas griegas desde mayo de 1919 a septiembre de 1922, aunque la mortandad fue casi insignificante comparada a la perpetrada por los turcos.

## Víctimas
De acuerdo a varias fuentes, el número de griegos muertos en la región póntica oscila entre 300.000 y 360.000. El número de c. 350 000 Griegos pónticos muertos, establecido por Georgios Valavanis ya en 1925, ha sido reproducido por numerosos activistas griegos pónticos y ha adquirido estatus oficial, siendo mencionado en casi todas las ceremonias conmemorativas. El periodista e historiador griego Tassos Kostopoulos demostró que este número fue el resultado de la adición arbitraria de 50 000 muertos a 303 238, el último siendo presentado en un panfleto griego de 1922 destinado a sensibilizar la opinión común sobre la persecución de los griegos de Asia Menor. El folleto hablaba de 303 238 personas desplazadas, pero Valavanis las representaba falsamente como personas exterminadas. Kostopoulos estima el número de griegos del Ponto exterminados desde 1912 hasta 1924 en alrededor de 100 000-150 000 muertos.
Ahora bien, el número de griegos anatolios muertos en totales significativamente alto; un equipo de investigadores estadounidenses encontró en la posguerra que el número total de griegos étnicos muertos podían aproximarse a 900.000 personas. El politólogo Adam Jones también indicó que las víctimas ascendían a 750.000.
El estudioso Rudolph Rummel compiló varias cifras de distintos estudios para estimar los límites máximo y mínimo de víctimas mortales entre 1914 y 1923. Sus estimaciones fluctuaron entre 289.000 y 459.000 muertos en el genocidio griego a lo largo de este período.
Sin embargo, las cifras del gobierno griego junto con el Patriarcado son mucho más altas: un total de un millón de personas fueron masacradas.

## Repercusiones
El artículo 142 del tratado de Sèvres, celebrado en 1920, llamó al régimen turco como «terrorista» y contuvo disposiciones para «reparar tan lejos como fuese posible los perjuicios cometidos contra personas en el curso de las masacres perpetradas en Turquía durante la guerra». Este tratado nunca fue ratificado por el gobierno turco y al final fue reemplazado por el tratado de Lausana del 24 de julio de 1923. Este último estaba acompañado por una «Declaración de amnistía», sin contener ninguna disposición con respecto al castigo de los crímenes de guerra.
En 1923, el intercambio de poblaciones entre Grecia y Turquía resultó la casi completa eliminación de la presencia étnica griega en Turquía y una situación similar de la presencia turca en la mayor parte de Grecia. De acuerdo al censo griego de 1928, 1.104.216 griegos otomanos llegaron a Grecia. Es imposible saber exactamente cuántos habitantes griegos en tierra turca murieron entre 1914 y 1923, y cuántos griegos étnicos de Anatolia fueron expulsados a Grecia o huyeron a la Unión Soviética. Algunos de los sobrevivientes y deportados se refugiaron en el vecino Imperio Ruso (después Unión Soviética).
En 1955, el Pogromo de Estambul causó que la mayoría de los habitantes griegos que quedaban en Estambul huyesen o migrase de allí. El historiador Alfred-Maurice de Zayas identifica al Pogromo de Estambul como un crimen muy serio contra la humanidad y afirma que la no mucha cantidad de víctimas y especialmente la huida y gran migración de griegos después del pogromo corresponde a un intento de destruir en todo o en parte el criterio de la Convención de Ginebra.